# Scherma ai I Giochi olimpici giovanili estivi
Il programma della Scherma ai I Giochi olimpici giovanili estivi prevede lo svolgimento di tre competizioni individuali di categoria cadetti sia maschile che femminile, più una prova a squadre mista. Hanno partecipato 78 schermidori provenienti da 36 paesi. Gli incontri si sono svolti all'International Convention Centre (ICC).

## Programma
| Data      | Giorno    | Durata prevista | Ora inizio | Dettagli           |
| --------- | --------- | --------------- | ---------- | ------------------ |
| 15 agosto | Domenica  | 11:00 hrs       | 9:30 am    | Sciabola maschile  |
| 15 agosto | Domenica  | 11:00           | 12:00 pm   | Fioretto femminile |
| 16 agosto | Lunedì    | 11:00 hrs       | 12:00 pm   | Spada maschile     |
| 16 agosto | Lunedì    | 11:00           | 9:30 am    | Sciabola femminile |
| 17 agosto | Martedì   | 13:15 hrs       | 9:00 am    | Fioretto maschile  |
| 17 agosto | Martedì   | 13:15           | 1:00 pm    | Spada femminile    |
| 18 agosto | Mercoledì | 6:45 hrs        | 9:00 am    | Gara mista         |

## Qualificazioni

### Campionati mondiali di scherma cadetti
Inizialmente la Federazione internazionale della scherma ha qualificato 54 schermidori sulla base del risultato dei campionati mondiali di scherma di categoria, svoltisi a Baku, Azerbaigian, nell'aprile 2010 con un posto addizionale in ogni arma riservato per il paese organizzatore.
La tabella seguente elenca i qualificati secondo questo criterio. Accanto ad ogni atleta tra parentesi è riportato il piazzamento conseguito al campionato mondiale cadetti.
| Spada femminile       | Paese                    | Spada maschile           | Paese                    | Fioretto femminile    | Paese                    | Fioretto maschile            | Paese                    | Sciabola femminile    | Paese                    | Sciabola maschile            | Paese                    |
| SANTUCCIO Alberta (1) | Italia (bandiera)        | BODOCZI Nikolaus (1)     | Germania (bandiera)      | MANCINI Camilla (2)   | Italia (bandiera)        | MASSIALAS Alexander (1)      | Stati Uniti (bandiera)   | KOMASHUK Alina (1)    | Ucraina (bandiera)       | HUEBERS Richard (1)          | Germania (bandiera)      |
| LEE Hye Won (2)       | Corea del Sud (bandiera) | SVICHKAR Roman (3)       | Ucraina (bandiera)       | LUPKOVICS Dora (3)    | Ungheria (bandiera)      | LUPERI Edoardo (2)           | Italia (bandiera)        | SEO Ji Yeon (3)       | Corea del Sud (bandiera) | AFFEDE Leonardo (3)          | Italia (bandiera)        |
| TATARAN Amalia (3)    | Romania (bandiera)       | KRUK Tomasz (5)          | Polonia (bandiera)       | WANG Lianlian (3)     | Cina (bandiera)          | LICHAGIN Kirill (3)          | Russia (bandiera)        | EGORIAN Yana (5)      | Russia (bandiera)        | OKUNEV Artur (3)             | Russia (bandiera)        |
| LIN Sheng (3)         | Cina (bandiera)          | CIOVICA Lucian (6)       | Romania (bandiera)       | ALEXEEVA Viktoria (5) | Russia (bandiera)        | CHOUPENITCH Alexander (5)    | Rep. Ceca (bandiera)     | WATOR Angelika (6)    | Polonia (bandiera)       | AKULA Mikhail (5)            | Bielorussia (bandiera)   |
| HOLMES Katharine (5)  | Stati Uniti (bandiera)   | ZHAKUPOV Kirill (14)     | Kazakistan (bandiera)    | SHAITO Mona (7)       | Stati Uniti (bandiera)   | TSORONIS Alexander (7)       | Danimarca (bandiera)     | MUSCH Anja (7)        | Germania (bandiera)      | SPEAR Will (9)               | Stati Uniti (bandiera)   |
| BAKHAREVA Yulia (6)   | Russia (bandiera)        | NA Byeonghun (15)        | Corea del Sud (bandiera) | CELLEROVA Michala (9) | Slovacchia (bandiera)    | LEE Kwang Hyun (9)           | Corea del Sud (bandiera) | WAN Yini (17)         | Cina (bandiera)          | WANG Jackson (11)            | Hong Kong (bandiera)     |
| RADFORD Amy (8)       | Regno Unito (bandiera)   | LYSSOV Alexandre (16)    | Canada (bandiera)        | CHOI Dukha (17)       | Corea del Sud (bandiera) | CHOI Nicholas Edward (10)    | Hong Kong (bandiera)     | MERZA Celina (18)     | Stati Uniti (bandiera)   | SONG Jonghun (23)            | Corea del Sud (bandiera) |
| DI TELLA Isabel (37)  | Argentina (bandiera)     | MELARAGNO Guilherme (36) | Brasile (bandiera)       | GOLDIE Alanna (18)    | Canada (bandiera)        | MAHMOUD Mostafa (27)         | Egitto (bandiera)        | AHMED Mennatalla (23) | Egitto (bandiera)        | BREAULT-MALLETTE Miguel (35) | Canada (bandiera)        |
| MATSHAYA Wanda (60)   | Sudafrica (bandiera)     | SALEH Saleh (63)         | Egitto (bandiera)        | DAW Menattalla (38)   | Egitto (bandiera)        | PRADES ROSABAL Redys H. (33) | Cuba (bandiera)          | CARRENO Maria (32)    | Venezuela (bandiera)     | ELSISSY Ziad (67)            | Egitto (bandiera)        |
|                       | Singapore (bandiera)     |                          | Singapore (bandiera)     |                       | Singapore (bandiera)     |                              | Singapore (bandiera)     |                       | Singapore (bandiera)     |                              | Singapore (bandiera)     |

### Atleti esclusi

#### Per limite di età (nati nel 1995)
- JUNG Byeungchan, [1]
- FRIELICH Yuval Shalom, [2]
- MARTON Anna, [3]

#### Oltre il numero massimo di un atleta per paese
- SEMENKO Maryna, [4]
- KINDLER Maximilian, [5]
- IMBODEN Race, [6]

#### Sostituiti
- KIEFER Lee, [7]

### Selezione finale
La lista finali dei selezionati include venti ulteriori schermidori aggiunti dalla Federazione internazionale della Scherma e dal Comitato Olimpico Internazionale sulla base della revisione finale dei criteri per la partecipazione ai Giochi olimpici giovanili estivi.
| Spada femminile                                                         | Paese                    | Spada maschile                                                            | Paese                    | Fioretto femminile                                                      | Paese                    | Fioretto maschile                                                             | Paese                    | Sciabola femminile                                                       | Paese                    | Sciabola maschile                                                             | Paese                    |
| SANTUCCIO Alberta (1 Archiviato il 10 luglio 2011 in Internet Archive.) | Italia (bandiera)        | BODOCZI Nikolaus (1 Archiviato il 10 luglio 2011 in Internet Archive.)    | Germania (bandiera)      | MANCINI Camilla (2 Archiviato il 10 luglio 2011 in Internet Archive.)   | Italia (bandiera)        | MASSIALAS Alexander (1 Archiviato il 10 luglio 2011 in Internet Archive.)     | Stati Uniti (bandiera)   | KOMASHUK Alina (1 Archiviato il 10 luglio 2011 in Internet Archive.)     | Ucraina (bandiera)       | HUEBERS Richard (1)                                                           | Germania (bandiera)      |
| LEE Hye Won (2)                                                         | Corea del Sud (bandiera) | SVICHKAR Roman (3 Archiviato il 10 luglio 2011 in Internet Archive.)      | Ucraina (bandiera)       | LUPKOVICS Dora (3 Archiviato il 10 luglio 2011 in Internet Archive.)    | Ungheria (bandiera)      | LUPERI Edoardo (2 Archiviato il 10 luglio 2011 in Internet Archive.)          | Italia (bandiera)        | SEO Ji Yeon (3 Archiviato il 10 luglio 2011 in Internet Archive.)        | Corea del Sud (bandiera) | AFFEDE Leonardo (3 Archiviato il 10 luglio 2011 in Internet Archive.)         | Italia (bandiera)        |
| TATARAN Amalia (3 Archiviato il 10 luglio 2011 in Internet Archive.)    | Romania (bandiera)       | KRUK Tomasz (5 Archiviato il 10 luglio 2011 in Internet Archive.)         | Polonia (bandiera)       | WANG Lianlian (3 Archiviato il 10 luglio 2011 in Internet Archive.)     | Cina (bandiera)          | LICHAGIN Kirill (3 Archiviato il 10 luglio 2011 in Internet Archive.)         | Russia (bandiera)        | EGORIAN Yana (5 Archiviato il 14 luglio 2018 in Internet Archive.)       | Russia (bandiera)        | OKUNEV Artur (3 Archiviato il 10 luglio 2011 in Internet Archive.)            | Russia (bandiera)        |
| LIN Sheng (3 Archiviato il 10 luglio 2011 in Internet Archive.)         | Cina (bandiera)          | CIOVICA Lucian (6 Archiviato il 10 luglio 2011 in Internet Archive.)      | Romania (bandiera)       | ALEXEEVA Viktoria (5 Archiviato il 10 luglio 2011 in Internet Archive.) | Russia (bandiera)        | CHOUPENITCH Alexander (5 Archiviato il 10 luglio 2011 in Internet Archive.)   | Rep. Ceca (bandiera)     | WATOR Angelika (6 Archiviato il 10 luglio 2011 in Internet Archive.)     | Polonia (bandiera)       | AKULA Mikhail (5 Archiviato il 10 luglio 2011 in Internet Archive.)           | Bielorussia (bandiera)   |
| HOLMES Katharine (5 Archiviato il 10 luglio 2011 in Internet Archive.)  | Stati Uniti (bandiera)   | ZHAKUPOV Kirill (14 Archiviato il 10 luglio 2011 in Internet Archive.)    | Kazakistan (bandiera)    | SHAITO Mona (7 Archiviato il 10 luglio 2011 in Internet Archive.)       | Stati Uniti (bandiera)   | TSORONIS Alexander (7 Archiviato il 10 luglio 2011 in Internet Archive.)      | Danimarca (bandiera)     | MUSCH Anja (7 Archiviato il 10 luglio 2011 in Internet Archive.)         | Germania (bandiera)      | SPEAR Will (9 Archiviato il 10 luglio 2011 in Internet Archive.)              | Stati Uniti (bandiera)   |
| BAKHAREVA Yulia (6 Archiviato il 10 luglio 2011 in Internet Archive.)   | Russia (bandiera)        | NA Byeonghun (15 Archiviato il 10 luglio 2011 in Internet Archive.)       | Corea del Sud (bandiera) | CELLEROVA Michala (9 Archiviato il 10 luglio 2011 in Internet Archive.) | Slovacchia (bandiera)    | LEE Kwang Hyun (9 Archiviato il 10 luglio 2011 in Internet Archive.)          | Corea del Sud (bandiera) | WAN Yini (17 Archiviato il 10 luglio 2011 in Internet Archive.)          | Cina (bandiera)          | WANG Jackson (11 Archiviato il 10 luglio 2011 in Internet Archive.)           | Hong Kong (bandiera)     |
| RADFORD Amy (8 Archiviato il 10 luglio 2011 in Internet Archive.)       | Regno Unito (bandiera)   | LYSSOV Alexandre (16 Archiviato il 10 luglio 2011 in Internet Archive.)   | Canada (bandiera)        | CHOI Dukha (17 Archiviato il 10 luglio 2011 in Internet Archive.)       | Corea del Sud (bandiera) | CHOI Nicholas Edward (10 Archiviato il 10 luglio 2011 in Internet Archive.)   | Hong Kong (bandiera)     | MERZA Celina (18 Archiviato il 10 luglio 2011 in Internet Archive.)      | Stati Uniti (bandiera)   | SONG Jonghun (23 Archiviato il 10 luglio 2011 in Internet Archive.)           | Corea del Sud (bandiera) |
| DI TELLA Isabel (37 Archiviato il 10 marzo 2012 in Internet Archive.)   | Argentina (bandiera)     | MELARAGNO Guilherme (36 Archiviato il 10 marzo 2012 in Internet Archive.) | Brasile (bandiera)       | GOLDIE Alanna (18 Archiviato il 10 marzo 2012 in Internet Archive.)     | Canada (bandiera)        | MAHMOUD Mostafa (27 Archiviato il 10 marzo 2012 in Internet Archive.)         | Egitto (bandiera)        | AHMED Mennatalla (23 Archiviato il 10 marzo 2012 in Internet Archive.)   | Egitto (bandiera)        | BREAULT-MALLETTE Miguel (35 Archiviato il 10 marzo 2012 in Internet Archive.) | Canada (bandiera)        |
| MATSHAYA Wanda (60)                                                     | Sudafrica (bandiera)     | SALEH Saleh (63 Archiviato il 25 marzo 2012 in Internet Archive.)         | Egitto (bandiera)        | DAW Menattalla (38 Archiviato il 25 marzo 2012 in Internet Archive.)    | Egitto (bandiera)        | PRADES ROSABAL Redys H. (33 Archiviato il 25 marzo 2012 in Internet Archive.) | Cuba (bandiera)          | CARRENO Maria (32 Archiviato il 25 marzo 2012 in Internet Archive.)      | Venezuela (bandiera)     | ELSISSY Ziad (67 Archiviato il 25 marzo 2012 in Internet Archive.)            | Egitto (bandiera)        |
| SWATOWSKA Martyna (9 Archiviato il 25 marzo 2012 in Internet Archive.)  | Polonia (bandiera)       | NOVOTNY Ondrej (8 Archiviato il 25 marzo 2012 in Internet Archive.)       | Rep. Ceca (bandiera)     | CARBALLO Ivania (58 Archiviato il 25 marzo 2012 in Internet Archive.)   | El Salvador (bandiera)   | GYORGYI Antal (8 Archiviato il 25 marzo 2012 in Internet Archive.)            | Ungheria (bandiera)      | MAKWANYA N. Gracia (0)                                                   | RD del Congo (bandiera)  | SIRBU Dragos (6 Archiviato il 25 marzo 2012 in Internet Archive.)             | Romania (bandiera)       |
| BRUNNER Pauline (12 Archiviato il 25 marzo 2012 in Internet Archive.)   | Svizzera (bandiera)      | CODOY Julian (88 Archiviato il 25 marzo 2012 in Internet Archive.)        | Costa Rica (bandiera)    | ABOU JAOUDE RITA (0)                                                    | Libano (bandiera)        | BABAOGLU Tevfik B. (11 Archiviato il 25 marzo 2012 in Internet Archive.)      | Turchia (bandiera)       | HILWIYAH Ema (0)                                                         | Iraq (bandiera)          | SZATMARI Andras (7 Archiviato il 25 marzo 2012 in Internet Archive.)          | Ungheria (bandiera)      |
| JAQMAN Damyan (0)                                                       | Palestina (bandiera)     | FICHERA Marco (9 Archiviato il 25 marzo 2012 in Internet Archive.)        | Italia (bandiera)        | NDAO Mame Awa (70 Archiviato il 25 marzo 2012 in Internet Archive.)     | Senegal (bandiera)       | TOFALIDES Alex (13 Archiviato il 25 marzo 2012 in Internet Archive.)          | Regno Unito (bandiera)   | CIARDULLO Vittoria (13 Archiviato il 25 marzo 2012 in Internet Archive.) | Italia (bandiera)        | ISSAKA KONDO Djibrilla (0)                                                    | Niger (bandiera)         |
| RAHARDJA Rania H. (62 Archiviato il 25 marzo 2012 in Internet Archive.) | Singapore (bandiera)     | LIM Wei Hao (0)                                                           | Singapore (bandiera)     | WONG Liane Ye Ying (48)                                                 | Singapore (bandiera)     | ONG Justin Xian Shi (49 Archiviato il 25 marzo 2012 in Internet Archive.)     | Singapore (bandiera)     | BOUDAD Kenza (11 Archiviato il 25 marzo 2012 in Internet Archive.)       | Francia (bandiera)       | ZATKO Arthur (10 Archiviato il 25 marzo 2012 in Internet Archive.)            | Francia (bandiera)       |

## Composizione della squadra mista
Saranno costituiti nove squadre continentali la cui composizione sarà stabilita dai risultati conseguiti durante gli eventi individuali. Le squadre, formate dai migliori schermidori in ogni arma, saranno: Europa 1, Europa 2, Europa 3, Europa 4, Asia 1, Asia 2, America 1, America 2, Africa.

## Podi
| Evento                        | Oro                                                                                                  | Argento | Bronzo                                                                                                |
| Spada maschile (dettagli)     | Marco Fichera                                                                                        | Nikolaus Bodoczi | Alexandre Lyssov                                                                                      |
| Spada femminile (dettagli)    | Sheng Lin                                                                                            | Alberta Santuccio | Martyna Swatowska-Wenglarczyk                                                                         |
| Fioretto maschile (dettagli)  | Edoardo Luperi                                                                                       | Alexander Massialas | Kwang Hyun Lee                                                                                        |
| Fioretto femminile (dettagli) | Camilla Mancini                                                                                      | Victoria Alekseeva | Dóra Lupkovics                                                                                        |
| Sciabola maschile (dettagli)  | Jong Hun Song                                                                                        | Leonardo Affede | Richard Hübers                                                                                        |
| Sciabola femminile (dettagli) | Jana Egorjan                                                                                         | Celina Merza | Anja Musch                                                                                            |
| Gara mista (dettagli)         | Europa 1 Leonardo Affede Jana Egorjan Marco Fichera Edoardo Luperi Camilla Mancini Alberta Santuccio | Europa 2 Victoria Alekseeva Tevfik Burak Babaoglu Nikolaus Bodoczi Richard Hübers Anja Musch Martyna Swatowska-Wenglarczyk | America 1 Alanna Goldie Katharine Holmes Alexandre Lyssov Alexander Massialas Celina Merza Will Spear |

## Medagliere
| Posizione | Paese         |   |   |   | Totale |
| --------- | ------------- | - | - | - | ------ |
| 1         | Italia        | 3 | 2 | 0 | 5      |
| 2         | Russia        | 1 | 1 | 0 | 2      |
| 3         | Corea del Sud | 1 | 0 | 1 | 2      |
| 4         | Cina          | 1 | 0 | 0 | 1      |
| 5         | Stati Uniti   | 0 | 2 | 0 | 2      |
| 6         | Germania      | 0 | 1 | 2 | 3      |
| 7         | Canada        | 0 | 0 | 1 | 1      |
| 7         | Polonia       | 0 | 0 | 1 | 1      |
| 7         | Ungheria      | 0 | 0 | 1 | 1      |
| Totale    | Totale        | 6 | 6 | 6 | 18     |